# Big Thing (Album)
Big Thing ist das fünfte Studioalbum der englischen New-Wave-Band Duran Duran.

## Künstlerische und Musikalische Aspekte
Der Sound von Duran Duran wechselte vom klassischen Synth-Pop eher in Richtung House. Schon auf dem Album Notorious ging der Sound in diese Richtung. Dieser Stil wird besonders auf den ersten beiden Singleauskopplungen (I Don’t Want Your Love und All She Want Is) deutlich. Das Album ist Andy Warhol, Alex Sadkin und David Miles gewidmet.

## Titelliste
| A1 | Big Thing                        | 3:40 |
| A2 | I Don't Want Your Love           | 4:06 |
| A3 | All She Wants Is                 | 4:36 |
| A4 | Too Late Marlene                 | 5:07 |
| A5 | Drug (It's Just a State of Mind) | 4:36 |
| B1 | Do You Believe in Shame ?        | 4:22 |
| B2 | Palomino                         | 5:19 |
| B3 | Interlude One                    | 0:32 |
| B4 | Land                             | 6:12 |
| B5 | Flute Interlude                  | 0:32 |
| B6 | The Edge of America              | 2:37 |
| B7 | Lake Shore Driving               | 3:04 |

## Erfolge
Das Album und die ersten beiden Singles waren recht erfolgreich. Das Album erreichte Platz 15 in den amerikanischen Albumcharts. In Deutschland erreichte es Platz 31. Die dritte Single Do You Believe in Shame? war hingegen ein kommerzieller Flop, aus diesem Grund wurde auch keine vierte Single ausgekoppelt. Der Song Drug in einer speziellen Remixversion war als vierte Single geplant. In Deutschland erreichte das Album nur Platz 31 und konnte nicht an die früheren Erfolge anknüpfen.

## Artwork
Das Albumcover besteht aus dem Albumtitel, der das ganze Cover ausfüllt und in Neonfarben gehalten ist. Die LP-Version lässt sich aufklappen (Gatefold), das Innere ist mit einigen Fotos der Band und Textzitaten versehen. Das Cover wurde von Hans Arnold entworfen.